# جانيت بنيون
جانيت بنسون بينيون (بالإنجليزية: Janet Bennion)‏ (من مواليد 2 أكتوبر 1964) هي أستاذة أنثروبولوجيا في كلية ليندون الحكومية في فيرمونت في الولايات المتحدة. تتخصص بنيون في ديناميات النوع الاجتماعي في المجتمعات الأصولية المورمونية التي تمارس الزواج التعددي. تعد بنيون واحدة من علماء الإثنوغرافيا الرائدين على مستوى العالم في الزواج التعددي في أمريكا الشمالية. وقد أثارت مسألة عدم تجريم الزواج التعددي في مجموعة متنوعة من المنتديات الإذاعية والتلفزيونية، والعديد من أماكن تجمع العلماء الدوليين في جامعة برانديز، ومعهد الجامعة الأوروبية في فلورنسا في إيطاليا.

## بدايات حياتها وتعليمها
ولدت بنيون في فيرنون في ولاية يوتا، وحصلت على درجة البكالوريوس في الأنثروبولوجيا من جامعة ولاية يوتا، ودراجة الماجستير في التنظيم الاجتماعي من جامعة ولاية بورتلاند، وشهادة الدكتوراه في الأنثروبولوجيا الثقافية من جامعة يوتا. تقسم بنيون وقتها بين منزلها في فيرمونت، وكوخ في جبال بيرتوث في مونتانا.
في عام 1994، تلقت بنيون جائزة منحة العميد عن إثنوغرافيتها التي نشرتها دار نشر جامعة أكسفورد تحت اسم «نساء من حيث المبدأ: الشبكات النسائية في الزواج التعددي المورموني المعاصر». كانت بينيون في وقت نشر الكتاب أستاذًا مساعدًا في تخصص الانثروبولوجيا في جامعة وادي يوتا. ومع تعيينها في كلية ليندون ستيت في شمال شرق ولاية فيرمونت، حصلت بنيون على منحة نساء فيرمونت للتعليم العالي، وجائزة كارول إي مور للجدارة. اُعترف بها مؤخرًا كفرد مميز لنظريتها الشاملة عن تعدد الزوجات، وتعدد الزوجات في وقت الذروة، والذي نُشر في 2012 من خلال مطبعة جامعة برانديز. يغطي الكتاب عشرين عامًا من العمل الإثنوغرافي، ويدرس التباين داخل المجتمعات الأصولية الممارسة للتعدد الزوجي في انترماونتن ويست.

## عملها المهني
فُحص تعدد الزوجات في أمريكا الشمالية حتى العقد الماضي بجدية من قبل قلة من العلماء فقط، من ضمنهم بينيون. سجلت بينيون في كتابها الأول «نساء من حيث المبدأ»، تجارب المتحوّلات في نظام مونتانا اللريديت، ووجدت أن العديد من النساء ينجذبن إلى التعدد الزوجي بسبب الدعم الاجتماعي والاقتصادي الذي يجدنه بسبب هذا الاختيار، بدلًا من الحياة الصعبة داخل المجتمع إذا كنّ مطلقات، أو أمهات عازبات، أو أرامل، وخاصة أن «كونهن غير قابلين للزواج» قد يحد من قدرتهن على الوصول إلى الرجال الصالحين، والحصول على التأثير الاقتصادي والروحي القادم من المجتمع الديني. بالإضافة إلى استخدام بعض النساء المهمشات التعدد الزوجي كأداة للزواج وتحسين وضعهن الاجتماعي، فقد وجدت أن النساء في بعض المجتمعات يشغلن مناصب داخل السلطة الدينية أو السياسية في المجتمع، وغالبا ما يمارسن سلطة مستقلة كبيرة. ويمكنهن تربية أطفالهن بأقل قدر من الإشراف من قبل أزواجهن، وإدارة أسرهن، والعمل في شبكات دعم الإناث القوية. وأخيرًا، توازن الأصولية المورمونية بين الحرمان والصعوبات في حياة النساء داخل العلاقة ذات التعدد الزوجي، عن طريق تقديم وعد لهن بأنهن سيعاملن في الحياة الآخرة كملكات وكاهنات. تدرس بينيون في «البطريركية الصحراوية» حياة النساء في مجموعة ليبارون متعددة الزوجات الواقعة في شمال المكسيك، حيث تجد تفاعلًا بين التقاليد الصحراوية، والتقاليد الاجتماعية الفريدة، والديناميكيات الجندرية المضمنة في الأصولية البطريركية الأنجلوسكسونية. تصف بنيون التنوع في جميع حركات تعدد الزوجات الرئيسية الأربعة في الغرب في أحدث مجلد لها «تعدد الزوجات في وقت الذروة» (2012)، ووجدت أن بعض النساء المورمونات يشعرن بالرضا الفردي داخل ديناميكيات عائلة متعددة الزوجات أكثر مما يمكنهن في أي شكل زوجي آخر. يستجيب «تعدد الزوجات في وقت الذروة» للرؤية الجديدة عن تعدد الزوجات في وسائل الإعلام، مع احتواءه على نظرة عامة على الموضوع الذي سيجذب القراء غير المتخصصين الذين يبحثون عن تفاصيل أكثر مما يمكن أن يوفره لهم مسلسل «الحب الكبير»، وذلك على الرغم من لغة الكتاب الأكاديمية المعقدة.